# Brad Snyder (baseball)
Pour les articles homonymes, voir Snyder.
Brad Michael Snyder (né le 25 mai 1982 à Sandusky, Ohio, États-Unis) est un joueur de baseball. Il évolue dans la Ligue majeure de baseball comme joueur de premier but et voltigeur pour les Cubs de Chicago en 2010 et 2011, puis les Rangers du Texas en 2014.

## Carrière
Joueur des Cardinals de l'université d'État de Ball, Brad Snyder est le 18e athlète sélectionné au repêchage amateur de 2003 et le choix de premier tour des Indians de Cleveland. Il complète sa formation dans les clubs-écoles des Indians : Mahoning Valley Scrappers (2003), Lake County Captains (2004), Indians de Kinston (2004 à 2005), Aeros d'Akron (2005 à 2006) et Buffalo Bisons (2007). 
Le 23 septembre 2008, il est réclamé au ballottage par les Cubs de Chicago. Il fait ses débuts dans le baseball majeur avec les Cubs le 7 septembre 2010 dans un match contre Houston. Le 19 septembre, contre les Marlins de la Floride, il produit deux points grâce à son premier coup sûr au plus haut niveau, réussi aux dépens du lanceur Brett Sinkbeil.
Après 20 parties jouées pour les Cubs en 2010 et 2011, Snyder rejoint en novembre 2011 les Astros de Houston mais ne joue qu'en ligues mineures en 2012 dans l'organisation des Astros et en 2013 avec un club affilié aux Diamondbacks de l'Arizona. Il revient dans les majeures pour 10 matchs en 2014 avec les Rangers du Texas. Il ne frappe que 5 coups sûrs, mais deux d'entre eux sont ses premiers circuits dans le baseball majeur.
Snyder joue aussi en Corée du Sud pour les LG Twins en 2014 et les Nexen Heroes en 2015.